# Altrechtlicher Verein
Ein altrechtlicher Verein ist ein Verein, der Rechtsfähigkeit besitzt und nicht im Vereinsregister eingetragen ist, weil er bereits vor dem Inkrafttreten des Bürgerlichen Gesetzbuches am 1. Januar 1900 bestand. Einige altrechtliche Vereine verwenden freiwillig den Zusatz „a. V.“ als Abkürzung für „altrechtlicher Verein“, „anerkannter Verein“ oder „r. V.“ für „rechtsfähiger Verein“.

## Umfang des Bestandsschutzes
Nach Art. 163 BGB-Einführungsgesetz (EGBGB) finden auf altrechtliche Vereine die §§ 21 ff. BGB keine Anwendung. Das bedeutet, dass solche Vereine ihre Rechtsfähigkeit nicht durch Eintragung in das Vereinsregister erhalten, sondern die Rechtsfähigkeit bis dato durch Landesrecht bestimmt war – häufig war sie landesherrlich verliehen worden.
In einigen Bundesländern gibt es Vorschriften, dass sich ein altrechtlicher Verein zu einem eingetragenen Verein wandeln muss. Zum Beispiel setzte § 49 des baden-württembergischen Ausführungsgesetzes zum Bürgerlichen Gesetzbuch (AGBGB) einem altrechtlichen Verein eine Frist bis zum 31. Dezember 1977, sich eine Verfassung zu geben, die den Vorschriften des Bürgerlichen Gesetzbuchs entspricht, und seine Eintragung beim Vereinsregister zu beantragen: Vereine die diese Frist versäumten, verloren ihre Rechtsfähigkeit.

## Aufsicht und Vertretungsnachweis
Ein altrechtlicher Verein ist eine juristische Person, aber nicht im Vereinsregister des örtlichen Amtsgerichtes eingetragen (verwendet also nicht den Zusatz „e. V.“) und wird auch nicht von dort beaufsichtigt.
Art. 233 § 10 EGBGB regelt die Vertretungsbefugnis der Gemeinden für Personenzusammenschlüsse alten Rechts. Die Aufsichtsbehörden für altrechtliche Vereine sind in den Ausführungsgesetzen der Länder zum Bürgerlichen Gesetzbuch festgelegt.
Aus diesem Grund kann im Rechtsverkehr nur mittels einer Vertretungsbescheinigung der Aufsichtsbehörde (und nicht durch einen Registerauszug) nachgewiesen werden, wer den Verein nach außen vertritt.

## Beispiele für Idealvereine
Bekannte Idealvereine, welche die Rechtsform altrechtlicher Verein weiternutzen:
- Johannis Freimaurerloge Zum rothen Adler in Hamburg von 1774
- Lese- und Erholungs-Gesellschaft Bonn von 1787
- Gesellschaft zur Beförderung gemeinnütziger Tätigkeit, Lübeck, anerkannt 1795
- Evangelisches Bibelwerk im Rheinland, gegründet als Bergische Bibelgesellschaft 1814
- Naturforschende Gesellschaft zu Emden von 1814
- Hamburger Turnerschaft von 1816 r. V.
- Der Kunstverein in Bremen, gegründet 1823
- Physikalischer Verein, gegründet 1824
- TG Hanau, Turnverein, gegründet 1837
- Kölnischer Kunstverein, gegründet 1839
- Zentral-Dombau-Verein zu Köln von 1842
- Kölner Männer-Gesang-Verein, gegründet 1842
- Corps Arminia München, gegründet 1845
- Evangelische Gesellschaft für Deutschland, gegründet 1848, mittlerweile eine KdöR
- Johanniterorden (altrechtlicher Verein seit 1852)
- TSV Sachsenhausen 1857 jur. Person
- Turn-Klubb zu Hannover, gegründet 1858
- Hamburg St. Pauli Turnverein r. V., gegründet 1862
- Deutsche Gesellschaft zur Rettung Schiffbrüchiger, gegründet 1865, als juristische Person anerkannt seit 1872
- Oldenburger Kunstverein, 1867
- Frankfurter Diakonissenhaus, gegründet 1870
- Genossenschaft Deutscher Bühnen-Angehöriger, gegründet 1871
- Verein Oberlinhaus, gegründet 1871
- Berliner Stadtmission, 1877
- Landesausschuss für Innere Mission a. V., 1882
- Zentralausschuss Hamburgischer Bürgervereine von 1886 r. V.
- Verein Beethoven-Haus, Bonn von 1889
- Deutsche Seemannsmission in Hamburg r. V., gegründet 1891
- Deutscher Verein vom Heiligen Lande, gegründet 1895

## Beispiele für wirtschaftliche Vereine
Bekannte Beispiele:
- Murgschifferschaft, Waldgenossenschaft altdeutschen Rechts, gegründet 1488
- Evangelische Haupt-Bibelgesellschaft, anerkannt 1814, Verlag aufgelöst 2004